# Karsträsket, Västerbotten
Karsträsket är en sjö i Norsjö kommun i Västerbotten och ingår i Skellefteälvens huvudavrinningsområde. Sjön har en area på 3,48 kvadratkilometer och ligger 216 meter över havet. Sjön avvattnas av vattendraget Dödmanbäcken.

## Delavrinningsområde
Karsträsket ingår i det delavrinningsområde (720195-169803) som SMHI kallar för Utloppet av Karsträsket. Medelhöjden är 228 meter över havet och ytan är 16,86 kvadratkilometer. Det finns inga avrinningsområden uppströms utan avrinningsområdet är högsta punkten. Dödmanbäcken som avvattnar avrinningsområdet har biflödesordning 3, vilket innebär att vattnet flödar genom totalt 3 vattendrag innan det når havet efter 78 kilometer. Avrinningsområdet består mestadels av skog (41 procent) och sankmarker (33 procent). Avrinningsområdet har 3,56 kvadratkilometer vattenytor vilket ger det en sjöprocent på 21,1 procent.